# كهلة بردكوه شاه بهرام (كوهمرة خامي)
کهلة بردکوه شاه بهرام (بالفارسية: کهله بردکوه شاه بهرام) هي قرية تقع في إيران في قسم كوهمرة خامي الريفي. يقدر عدد سكانها بـ 28 نسمة .